# アブラシャトンネル
アブラシャトンネル（トルコ語: Avrasya Tüneli）またはユーラシアトンネルは、トルコ・イスタンブールにありボスポラス海峡をくぐる道路トンネルである。公式には2016年12月20日に開通し、2016年12月22日に一般車両の通行を開始した。
トンネルは全長5.4キロメートルの2層構造で、イスタンブールのヨーロッパ側のクムカプと、アジア側のカドゥキョイ・コシュヨルの間を結び、アプローチの道路を含めると全長14.6キロメートルの道路となっている。ボスポラス海峡の海底をくぐっており、最深でマイナス106メートルの位置を通っている。2013年10月29日に開通した海底鉄道トンネルのマルマライの約1キロメートル南にある。ヨーロッパとアジアの間の所要時間は5分ほどである。双方向とも通行料金が徴収されており、2019年現在は自動車に対して23.30トルコリラ、ミニバスに対して34.90トルコリラである。大型のバスやトラック、自転車やバイクの通行は禁止されている。

## 背景
アブラシャトンネルの構想背景は、イスタンブール市のためにイスタンブール大学が実施した1997年の交通マスタープランでの調査結果に遡る。この計画に基づき、2003年に新たなボスポラス海峡横断構造物に関する事前実施可能性調査が2003年に実施された。この調査の結果により、もっとも高い実施可能性を持つ解決策として、道路トンネルが推奨された。
トルコ政府の運輸海事通信省は、新しい横断トンネルの経路について調査するために、2005年に日本工営に依頼して実施可能性調査を行った。環境条件・社会条件・費用とリスク要因を検討し、この調査は当初提案されていた経路が望ましいと結論づけた。
トンネルの位置の選択に関しては、既存の3本のボスポラス海峡横断橋が考慮され、各横断構造物の間でよりよく交通を分散させるために、トンネルの位置をさらに南に設定することになった。他の位置選択基準としては、トンネルの全長を短縮して費用を低減できることや、建設作業現場や料金所・管理施設のような運営に必要な建物に十分な土地があることなどが考慮された。実施可能性調査において総合的に定義されていた各検討経路に基づき、高い水準での調査においても、環境負荷・社会的費用・リスク要因と言った観点で、構想されている経路の選択が支持された。

## 出資者
2009年10月26日に、トルコのヤプ・メルケジと大韓民国のSKグループの共同出資でAvrasya Tüneli İşletme İnşaat ve Yatırım A.Ş. (ATAŞ) が設立された。
アブラシャトンネルにはBOT方式が適用され、民間の投資のダイナミズムとプロジェクト経験、国際的金融機関の支援が得られることになった。コンセッション契約は29年間継続される。
欧州復興開発銀行 (EBRD) は1億5000万米ドルの融資パッケージを提供した。他に12億4500万米ドルの融資パッケージに参加したのは、欧州投資銀行からの3億5000万米ドル融資、韓国輸出入銀行からの融資および保証、三井住友銀行、スタンダードチャータード銀行、みずほ銀行、イシュバンク、ガランティ銀行、ヤピ・クレディ銀行などである。取引用のつなぎ機能は、融資者に加えてドイツ銀行も提供した。

## プロジェクトの各区間
プロジェクトは3つの主要区間で構成されている。

### ヨーロッパ側
カズルチェシュメとサライブルヌの間でマルマラ海に沿うケネディ通りに沿って、5か所のアンダーパス式折り返し道路と7か所のオーバーパス式歩道橋を建設する。全長約5.4キロメートルにわたり第1区間全区間を片側3車線から片側4車線に拡幅する。

### ボスポラス海峡横断
全長5.4キロメートルで二層構造のトンネルを建設する。各層に2車線を収容する。西側に料金所と管理ビルを造り、またトンネル両端に換気立坑を設ける。

### アジア側
ゴズテペでアンカラ-イスタンブール高速道路に接続する現状のD100号線を約3.8キロメートルにわたり片側3車線/4車線から片側4車線/5車線に拡幅する。2か所の立体交差、1か所のオーバーパス、3か所の歩道橋を建設する。

## 技術的詳細
アメリカのパーソンズ・ブリンカーホフとHNTBが設計に責任を負い、イギリスのアラップとアメリカのジェイコブズ・エンジニアリング・グループが技術と交通面の検討を行った。地質的な調査はオランダのコンサルタントフグロが実施した。トンネルボーリングマシンはドイツのヘレンクネヒトが製作した。イタリアのイタルフェアは管理側の立場に立って、工事の管理やプロジェクトの検討に責任を負った。フランスのエジス・グループは、トンネルの運営と保守に責任を負うことになっている。
ボスポラス海峡をくぐる3.4キロメートルの区間はトンネルボーリングマシンで掘削され、一方それ以外の2.0キロメートルの区間は新オーストリアトンネル工法 (NATM) と開削工法で施工された。トンネル掘削直径は13.7メートルあり、60センチメートルの覆工を施工して内径は12メートルとなる。
トンネルは地震活動が活発な地域にあり、北アナトリア断層の約17キロメートル北にある。地震による応力やひずみを許容可能な水準以下に抑えるために、最大のずれ±50 mm、伸縮±75 mmまで耐えられる、2か所の柔軟性のある耐震ジョイントとセグメントが地質的な条件に合わせて専用に設計して開発され、研究所で試験され、こうした厳しい条件下でのトンネルボーリングマシンによる掘削で初めて適用された。設計上の地震の大きさはモーメントマグニチュードで7.25と指定され、機能設計上は500年に1回の地震、安全評価上は2500年に1回の地震とされた。耐震ジョイントの位置は設計段階で指定され、カッターヘッドのトルクを連続的に測定することで確認された。
最新の19インチ（483 mm）ディスクカッター（すべて大気中で交換可能で、個別の摩耗センサーを備えている35ピースモノブロックディスクカッター）と192ピースのカッティングナイフ（うち48個が大気中で交換可能）、入構者用・資材用・全シフト要員用の救難用のエアロックを備えた、特別設計の直径13.7メートルの泥水式混合シールド・トンネルボーリングマシンを用いて3,340メートルのトンネルが掘削・建設された。出力3.5メガワットの泥水処理施設は、1時間に2,800立方メートルの速さ（1日の掘削量にして20メートルに相当）で、掘削に用いられたベントナイトの泥水から土砂を取り除き再生する能力のあるものが設置された。用いられたトンネルボーリングマシンは、カッターヘッドの出力が1平方メートル当たり33キロワットで世界1位、圧力が12.0バールで世界2位、掘削断面積147平方メートルで世界6位である。
トンネルボーリングマシンの作業は、±5 cmの誤差以内で479暦日間で完了し、3人の作業員が配置された24時間掘削により、平均屈伸速度は1暦日あたり7.0メートル（1作業日あたり9.0メートル）となった。最大掘進速度は、海洋堆積物の層において1日18メートルを達成した。掘削およびリング組み立てに直接用いられた時間は、それぞれ3,500時間と1,700時間であった。トラキア層では、厚さが1メートルから120メートルまでの岩脈28か所が平均90メートル間隔で出現した。さらに、作業員は440枚のディスクカッター、85枚のスクレーパー、475個のブラシを交換し、特別に訓練された潜水作業員により世界初の最大10.8バールの水圧下で4回合計45日間の保守作業が成功裏に実施された。
合計15,048個の600 mm厚プレキャストセグメント（1,672リング）が製作され、30,765個のボルトで接続された。各リングは28日間70メガパスカルの円筒圧縮強度を持つセグメント9個で構成され、海底下の厳しい状況で最低でも127年耐久する。0.2 mm以上のひび割れが発見されて欠陥と判定されたのは、製作されたセグメント中0.3パーセントのみであった。
一方で、全長約950メートルの2本の接続トンネルは、445暦日で85平方メートルの断面積を従来工法で完成された。これらのトンネルは、最小土被り8メートル、最大土被り41メートルの人口密集地帯の下で、トラキア層を4か所の切羽で1か所の切羽あたり1日1.4メートルの掘進速度で掘削された。トンネルは±2 mmの許容度以内の誤差で接続された。トンネル頂部で測定された最大誤差は33 mm（設計上許容値は50 mm）であり、地表の沈下は最大10 mmであった。
トンネルは、200メートルおきに非常用の避難室と他のトンネル階層への避難路を備えるように設計されている。600メートルおきに、非常用電話を備えた非常駐車帯がある。
トンネル内の速度制限は70 km/hである。トンネル開通後の最初の1年で1日平均12万台の車両が通行するとされている。
通行料金は自動車に対して4米ドル+消費税、ミニバスに対して6米ドル+消費税に相当するトルコリラ立てで計画されている。料金はアメリカ合衆国の消費者物価指数に応じることになっている。